# تبريد مصادر المياه العميقة

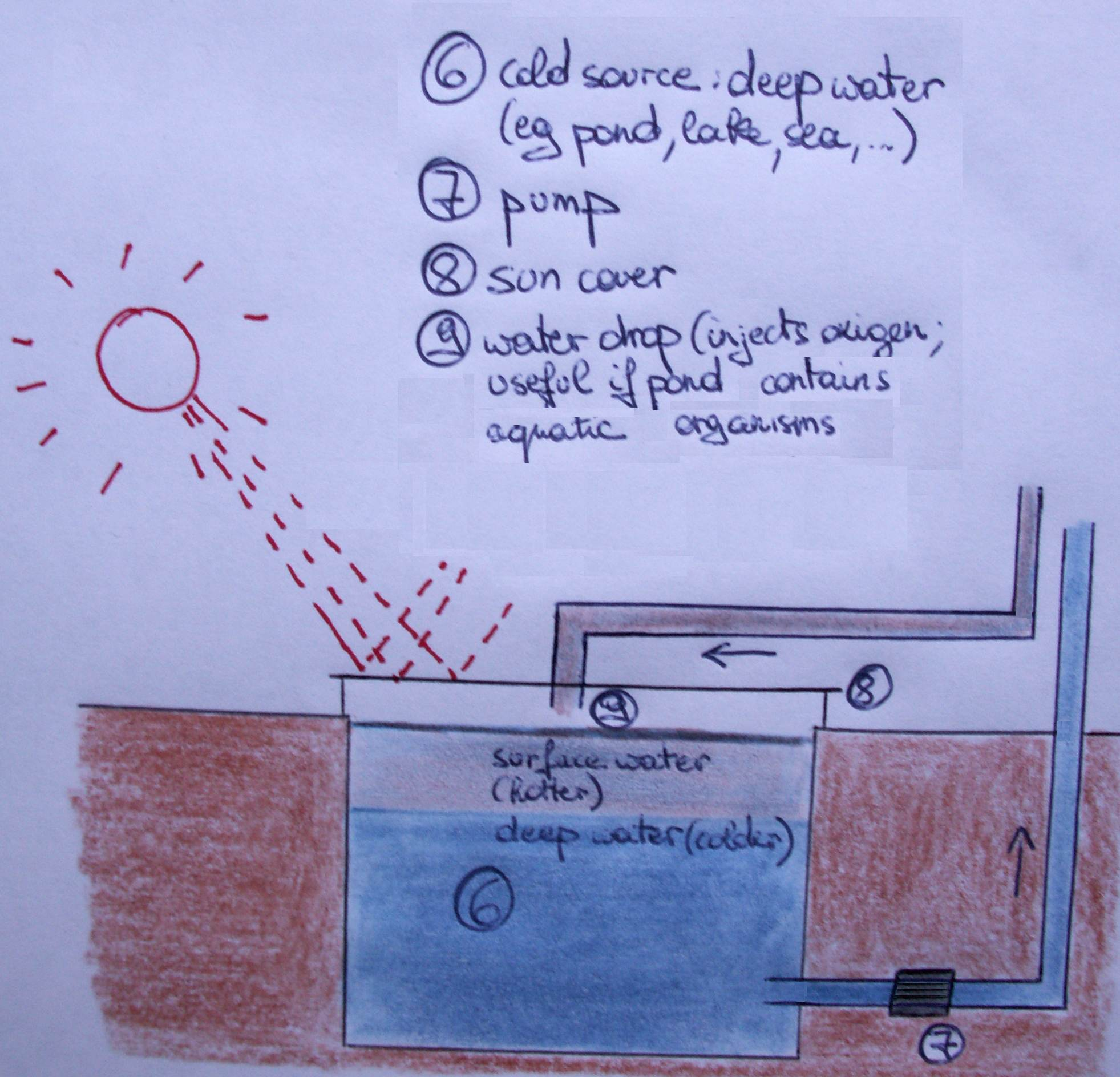
رسم يوضح كيفية عملية التبريد لمصادر المياه العميقة

تبريد مصادر المياه العميقة أو تبريد الهواء للمياه العميقة شكل من أشكال تبريد الهواء لأغراض العمليات الصناعية وتبريد المساحات يستخدم جسمًا مائيًّا طبيعيًّا كبيرًا كمصرف حراري. يستخدم مياهًا بدرجة حرارة 4 إلى 10 درجات مئوية مسحوبة من مناطق عميقة في البحيرات أو المحيطات أو المياه الجوفية أو الأنهار، تضخ المياه عبر أحد طرفي المبادل الحراري. على الجهة الأخرى من المبادل الحراري ينتج الماء المبرد.

## المفهوم الأساسي
تكون المياه أكثف ما يكون عند درجة حرارة 3.98 درجة مئوية (39.16 درجة فهرنهايت) عند الضغط الجوي النظامي. لذا تتناقص كثافة الماء عندما يبرد إلى ما دون 3.98 درجة مئوية وتسبب صعود الماء. مع ازدياد درجة الحرارة فوق 3.98 درجة مئوية تتناقص كذلك كثافة الماء وتسبب صعود الماء؛ لذا تكون البحيرات أدفأ عند السطح في الصيف. يعني الجمع بين هذين الأثرين أن قاع معظم المسطحات المائية البعيدة عن المناطق الاستوائية تكون ثابتة عند درجة حرارة 3.98 درجة مئوية.
مكيفات الهواء هي مضخات حرارية. خلال الصيف، حين تكون درجات حرارة الهواء في الخارج أعلى منها داخل المباني، تستخدم مكيفات الهواء الكهرباء لنقل الحرارة من داخل البناء الأبرد إلى الجو المحيط الأدفأ. تستخدم هذه العملية طاقة كهربائية.
خلافًا مكيفات الهواء السكنية، فإن معظم أنظمة تكييف الهواء التجارية العصرية لا تنقل الحرارة مباشرةً إلى الهواء الخارجي. يمكن تحسين المردود الترموديناميكي للنظام الكلي باستخدام التبريد التبخيري، حيث تخفض درجة حرارة مياه التبريد إلى درجة قريبة من درجة الميزان الرطب عن طريق التبخير في برج تبريد. يؤدي هذا الماء المبرد عندها دور مصرف حراري للمضخة الحرارية.
يستخدم تبريد المياه العميقة للبحيرات الماء البارد المضخوخ من قعر البحيرة كمصرف حراري لأنظمة التحكم بالمناخ. لأن مردود المضخة الحرارية يتحسن كلما كان المصرف الحراري أبرد؛ فإن تبريد المياه العميقة للبحيرات يمكن أن يخفض الحاجات الكهربائية لأنظمة التبريد الكبيرة حين يتوفر. الأمر مشابه من حيث المبدأ للمصارف الجيوحرارية المعاصرة، ولكن بناءه أبسط بشكل عام عند وجود مصدر مياه مناسب.
يسمح تبريد مياه البحيرات العميقة بمردود ترموديناميكي أعلى عن طريق استخدام مياه باردة من أعماق البحيرات، وهي أبرد من درجة حرارة الميزان الرطب للوسط المحيط. ينتج عن المردود الأعلى استخدام أقل للكهرباء. للعديد من الأبنية، تكون مياه البحيرة باردة بما يكفي ليمكن إطفاء قسم التبريد من أنظمة تكييف الهواء خلال بعض الظروف البيئية ويمكن نقل حرارة داخل المبنى مباشرةً إلى المصرف الحراري المكون من مياه البحيرة. يشار إلى هذه العملية باسم «التبريد المجاني»، ولكنه في الحقيقة ليس مجانيًّا، لأن المضخات والمراوح تعمل لتدوير ماء البحيرة وهواء المبنى.
من الميزات الأخرى الجاذبة لتبريد مياه البحيرات العميقة أنه يوفر الطاقة أثناء ساعات حمل الذروة، كساعات الظهيرة في الصيف، حين يكون تكييف الهواء قسمًا معتدًّا به من الحمل الإجمالي لشبكة الكهرباء.

## المزايا الحسنة
تبريد مصادر المياه العميقة عالي الكفاءة الطاقية، إذ يتطلب فقط عُشر الطاقة الوسطية التي تتطلبها أنظمة التبريد التقليدية. بالتالي يمكن توقع أن تكون تكاليف تشغيل هذا النوع من التبريد أقل بكثير كذلك.
مصدر الطاقة محلي ومتجدد بالكامل، باعتبار أن الماء والحرارة المطروحة إلى البيئة (غالبًا إلى نفس البحيرة أو إلى نهر مجاور) لا تؤثر على الدورات الطبيعية. لا يستخدم هذا النوع من التبريد أية وسائط تبريد مضرة بطبقة الأوزون.
حسب الحاجات ودرجة حرارة الماء، يمكن اختيار التسخين أو التبريد المقترن. على سبيل المثال، يمكن استخلاص الحرارة أولًا من الماء (ما يجعله أبرد)، ومن ثم يمكن أن يدور نفس ذلك الماء إلى وحدة تبريد لاستخدامه في عملية إنتاج برودة أكثر فعالية.